# Sins of the Amish
Sins of the Amish är en amerikansk kriminal- och dokumentärserie vars första säsong hade premiär den 24 maj 2022. Första säsongen består av två avsnitt. Serien släpptes på Viaplay den 17 augusti 2023.

## Handling
Serien kretsar kring amishfolket och avslöjar ett mönster av sexuellt våld bland gruppen, och hur kyrkans läror kring normer och brottsbekämpning gör att övergreppen accepteras. i serien talar offren ut för första gången.